# Mihael VIII. Paleolog
Mihael VIII. Paleolog (grško Μιχαὴλ Η΄ Παλαιολόγος, latinizirano: Mihail I Palaiologos) je bil od leta 1259 do 1262 socesar Nikejskega cesarstva in od leta 1261 do svoje smrti cesar Bizantinskega cesarstva, * 1223, † 11. december 1282.
Bil je ustanovitelj dinastije Paleolog, ki je vladala Bizantinskemu cesarstvu do padca Konstantinopla leta 1453. Leta 1261 je osvojil Konstantinopel, prestolnico Latinskega cesarstva in pretvoril Nikejsko cesarstvo v restavrirano Bizantinsko cesarstvo.
Med njegovo vladavino se je moč Bizantinskega cesarstva, vključno z vojsko in mornarico, znatno okrepila. Obnovil je Konstantinopel in povečal število njegovih prebivalcev. V Konstantinoplu je ponovno ustanovil univerzo, zaslužno za tako imenovano paleološko renesanso v 14. in 15. stoletju. Med njegovim vladanjem se je težišče bizantinskih vojaških operacij premaknilo na Balkan, predvsem proti Bolgarom, anatolska meja cesarstva pa se je zanemarila. Vzhodne meje tudi njegovi nasledniki niso utrdili. Stanje v cesarstvu se je še poslabšalo zaradi državljanske vojne, ki je izčrpala njegovo moč, gospodarstvo in  vire. Cesarstvo je zaradi notranjih sporov izgubilo pomembne province, med njimi Epir, ki ga je okupiralo Srbsko cesarstvo. Končna posledica notranjih  sporov je bil vzpon moči anatolskih turških kneževin, med katerimi je bila najmočnejša Osmanova, zametek kasnejšega Osmanskega cesarstva. Osmanovi nasledniki so osvojili velik del Bizantinskega cesarstva in leta 1453 še Konstantinopel. 

## Pot na prestol
Mihael VIII. je bil sin velikega domestika Andronika Paleologa in Teodore Angeline Paleologine, vnukinje cesarja Alekseja III. Angela in Eufrozine Dukaine Kamaterine. Po Denu Ioanesu Geanakoplosu je Mihaelove prednike moč slediti skozi tri cesarske dinastije, ki so vladale v stoletjih pred padcem Konstantinopla v četrti križarski vojni leta 1204. Zdi se, da Mihaelova mati v njegovem otroštvu ni igrala pomembne vloge.  Vzgojo je prepustila Mihaelovi starejši sestri Marti, ženi velikega domestika Nikiforja Tarhaniota, čeprav je bila samo deset let starejša od njega.
Mihael je že zelo mlad postal guverner tračanskih mest Melnik in Ser pod poveljstvom svojega očeta Andronika. Jeseni 1253 je bil obtožen zarote proti cesarju Ivanu III. Vatacu. Edini način, da dokaže svojo nedolžnost, je bil preskus z žarečim železom. Ko mu je cesar ukazal, naj z golo roko vzame z oltarja žareče železo, mu je mladi Mihael rekel, da ga bo z velikim veseljem sprejel in dokazal svojo nedolžnost, če mu ga bo z golo roko izročil cesar.
Četudi se je Mihael izognil kazni, se kasneje poročil s cesarjevo vnukinjo in bil imenovan za velikega konostaulosa latinskih najemnikov v službi nikejskega cesarja, mu še vedno niso zaupali. Po Vatačevi smrti je Mihael z nekaj zaupnimi prijatelji prečkal reko Sakarjo in sprejel službo v seldžuškem sultanatu Rum. Od poznega leta 1256 do leta 1258 je bil poveljnik krščanskih najemnikov v službi Kejkavusa II. Konec leta 1258 ga je na svoj dvor poklical cesar Teodor II. Dukas Laskaris. Ko sta si izmenjala zaobljubo lojalnosti in zagotovila varnost, je Mihael sprejel cesarjevo službo.
Nekaj dni po smrti cesarja Teodora Laskarisa leta 1258 je Mihael vplivnemu uradniku Juriju Muzalonu nasilno odvzel skrbništvo nad osem let starim cesarjem Ivanom IV. Dukasom Laskarisom. Mihael se je razglasil za velikega vojvodo in novembra 1258 za despota. 1. januarja 1259 je bil v Nimfeonu razglašen za socesarja Ivana IV.

## Osvojitev Konstantinopla
Leta 1259 je Mihael VIII. v bitki pri Pelagoniji porazil združeno vojsko ahajskega kneza Viljema  Villehardouinskega in epirskega despota Mihaela II. Komnena Dukasa. Po Geanakoplosu je bila bitka najpomembnejši dogodek pred osvojitvijo Konstantinopla leta 1261, ki je za dolgo nevtraliziral napade nasprotnikov na zahodno mejo in hkrati dokazal, da je Mihael kompetenten vladar.
Edini dogodek, ki bi v očeh podložnikov z Mihaela spral sramoten madež uzurpatorja, bi bil osvojitev Konstantinopla. Leta 1260  je Mihael osebno vodil neuspeli poskus osvojitve mesta. Govorice, da mesto pričakuje velike okrepitve, so povzročile, da je z latinskim cesarjem Balduinom II. avgusta sklenil enoletno premirje. Spoznal je, da brez ladjevja mesta ne bo osvojil, zato je marca naslednje leto  z Genovsko republiko sklenil Nimfejski sporazum za najem ladij. Ko je Mihaelov general Aleksej  Strategopul  25. julija 1261 z zvijačo  osvojil mesto,  se je izkazalo, da pomoč Genove ni bila potrebna.
Za osvojitev mesta je prva izvedela Mihaelova sestra Eulogija in zjutraj obvestila brata. Mihael ni bil povsem prepričan, da je novicaq resnična, dokler mu tega ni potrdil Strategopulov sel in mu prinesel Balduinovo krono in meč, ki ju je izgubil na begu iz palače. Mihael je vstopil v Konstantinopel 15. avgusta in se dal skupaj z mladoletnim Andronikom II. Paleologom kronati za bizantinskega cesarja.  Ko je prevzel oblast v mestu, je razpustil vse latinske ustanove in obnovil bizantinske, kakršne so bile pred četrto križarsko vojno. V mesto so se začeli priseljevati ljudje, da se je število prebivalcev s 35.000 na začetku njegovega vladanja povečalo na 70.000 ob njegovem koncu. Obnovil je uničene cerkve, samostane in javne zgradbe. Zavedal se je nevarnosti, ki je pretila z latinskega Zahoda, zlasti iz Italije, ki je želel obnoviti svojo oblast v Konstantinoplu. 
Decembra 1261 so Ivana IV. Laskarisa, ki je ostal v Nikeji, oslepili in poslali v samostan, s čimer so ga izločili iz bitke za prestol. Mihael je kmalu zatem Ivanovi sestri poročil z italijanskim in bolgarskim plemičem, tako da njuni otroci niso mogli ogroziti njegovih otrok pri dedovanju bizantinskega prestola. Ivanova oslepitev, ki je potekla v tajnosti, je nazadnje prišla v javnost in patriarh Arzenij Avtorijan je Mihaela VIII. izobčil. Izobčenje je trajalo do poznaga leta 1268, ko je bil za patriarha imenovan Mihaelu naklonjen Jošef I.

## Diplomacija in osvojitve
Po Geanakloposu "s padcem Konstantinopla papeštvo ni izgubilo samo  svojega političnega prestiža, ampak je veliko škodo utrpela tudi njegova duhovna avtoriteta". Grki so se po ločitvi od Rima ponovno obrnili v pravoslavje. Glavna naloga naslednjih šestih papežev med Mihaelovim vladanjem  je bila vrniti heretike pod okrilje Rima. Mihael je bil opozorjen na to, kako velik vpliv na Zahodu ima Kurija, zato je k papežu Urbanu IV. takoj poslal dva odposlanca.  Ob prihodu v Italijo so oba aretirali. Enega so živega odrli, drugemu pa je uspelo pobegniti.
Mihael se je poskušal zbližati z Manfredom Sicilskim in  dobiti njegovo podporo. Spomladi 1262 je Manfredu ponudil ločitev od žene Teodore in poroko z njegovo sestro Ano. Ponudba je spodletela, ker je Ana poroko zavrnila, Teodora pa je  za pomoč prosila patriarha Arzenija.  Patriarh je od Mihaela zahteval, naj svoje načrte opusti, zato so Ano z bogatimi darili poslali domov na Sicilijo. Mihaelovo dejanje je pripomoglo k izpustitvi njegovega generala Alekseja Strategopula.
Približno takrat se je na Mihaela kot starega prijatelja obrnil odstavljeni seldžuški sultan Kejkavus II. z nevarno prošnjo za vojaško pomoč. Mihael ni smel tvegati vojne na azijski meji v času, ko mu je na zahodu grozila neprimerno močnejša Evropa.  Cahen je prepričan, da je Kejkavus II. pomenil veliko nadlogo ali pa je preveč odkrito kritiziral cesarja, kar nazadnje ni bilo tako pomembno.  Sultana so aretirali, vendar so ga Mongoli iz Rusije osvobodili in odpeljali na Krim, kjer je živel do svoje smrti. 
Sledil je niz Mihaelovih vojaških porazov. Leta 1263 je poslal v Morejo vojsko 15.000 mož, vključno s 5.000 seldžuškimi najemniki, da bi osvojila Kneževino Ahajo. Vojska je bila pri Prinici presenečena in poražena. Kasneje istega leta je mešano ladjevje njegovih in genovskih ladij v bitki pri Settepozzi porazilo manjše beneško ladjevje.  Naslednje leto je cesarska vojska v Moreji doživela nov poraz, ker so seldžuški najemniki, ki niso dobili plače, prestopili na nasprotno stran. Višek Mihaelovih porazov se je zgodil spomladi 1265, ko se je v spremstvu samo nekaj vojaških  enot  vračal v Konstantinopel. V zasedi ga je čakala  vojska Tatarov in Bolgarov pod poveljstvom Nogaj kana, ki je pustošila po Trakiji. Mihaelovi častniki so reševali lastna življenja in pobegnili. Mihaelu je uspelo pobegniti in preko pogorja Ganos priti do morja, kjer je naletel na dve latinski ladji. Vkrcal se je na eno od njiju in varno priplul do Konstantinopla. Geanakoplos omenja, da je "bil Mihaelov pobeg enen od najtesnejših v njegovi karieri".
Mihaelove vojaške prednosti, ki jih je dosegel z osvojitvijo Konstantinopla, so skopnele, vendar jih je uspel  nadomestiti s svojimi diplomatskimi spretnostmi.  Po porazu pri Settepozziju je odpustil 60 najetih genovskih galej in se začel približevati Benetkam. Benetkam je na tajnih pogajanjih ponudil pravice, podobne tistim iz Nimfejskega sporazuma, vendar jih dož Raniero Zeno ni uspel ratificirati. Leta 1263 je sklenil sporazuma tudi z mameluškim sultanom Bajbarom in Berkejem, mongolskim kanom Kipčaškega kanata.

## Karel I. Sicilski
Bitka pri Beneventu 26. februarja 1266 je pred Mihaela postavila novega izzivalca, Karla I. Anžujskega, s katerim se je boril do konca svojega življenja. Vsi Karlovi načrti so bili usmerjeni k uničenju Bizantinskega cesarstva in ponovni vzpostavitvi latinske oblasti v Konstantinoplu. Karel je svojo oblast na Siciliji utrdil s porazom Konrada V. v bitki pri Tagliacozzu 23. avgusta 1268. Maja 1267 je pod pokroviteljstvom papeža Klemna IV. protibizantinsko koalicijo okrepil s sporazumom z izgnanim latinskim cesarjem Balduinom II.  in Viljemom II. Villehardouinom.
Mihael in Karel sta bila v mnogočem podobna. Oba na dolgo opisuje Nikifor Gregoras:
Karel, ki ga niso motivirale majhne, ampak velike stvari, si je vtepel v glavo, da bo osvojil Konstantinopel. Sanjal je, da bo postal njegov gospodar, da bo obnovil celo monarhijo, kot recimo Julij Cezar in Avgust. Ni bil samo dober načrtovalec, ampak je znal svoje načrte tudi izpeljati.  Po močni volji in inteligentnosti je vsekakor presegal vse svoje predhodnike. Nobeno njegovo dejanje proti Grkom   niti Mihaelovo proti Latincem kljub temu ni imelo srečnega zaključka. Moči obeh sil sta bili dolgo časa zelo izenačeni, zato razsodni ljudje menijo, da bi ob malo šibkejšem cesarju Bizantinsko cesarstvo zlahka padlo v roke italijanskega kralja Karla in obratno. Če bi Italija ne imela takšnega kralja, bi jo brez večjih težav osvojil Mihael Paleolog.
Mihael je imel težave tudi na vzhodni meji cesarstva. Mirovni sporazum s Seldžuki sta spoštovali obe strani, na bizantinsko ozemlje pa so začeli vdirati nomadski Turkmeni. Mihael se zaradi prezaposlenosti s sovražniki na zahodu na njihovo grožnjo ni mogel ustrezno odzvati. Speros Vryonis poudarja tudi to, da je njegovo ravnanje z Ivanom IV. Laskarisom povzročil popolno  odtujitev velikih delov grškega prebivalstva Bitinije in drugih pokrajin v Anatoliji. Leta 1269 je Mihael v južne pokrajine bizantinske Anatolije poslal svojega brata, despota Ivana Paleologa, z nalogo, da uniči Turkmene v dolinah rek Meander in Kajster.  Turkmeni so se še pred njegovim prihodom umaknili, ko so Ivana odpoklicali zaradi sovražnikov na zahodu, pa so se vrnili. Leta 1269 sta bili mesti Trahia Studia in Strobilos na karijski obali trdno v turkmenskih rokah. 
Maja 1267 je bil sklenjen Viterbski sporazum, s katerim sta pregnani latinski cesar Balduin II. in  ahajski knez Viljem II.  Villehardouin večino pravic do propadlega Latinskega cesarstva prenesla na Karla I. Mihael se je nanj odzval tako, da je poskušal oslabiti papeževo podporo sporazumu.  Če je bil papež prepričan, da bi bila Karlova invazija na Bizantinsko cesarstvo sveta vojna,  Mihael s svojo vojsko ne bi mogel preprečiti njegove zmage. Mihael se je zato začel s papežem  Klemnom IV. ponovno pogajati o združitvi pravoslavne in katoliške Cerkve. Pogajanje je novembra 1268 prekinila papeževa smrt. Po Geanakoplosu je samo pomanjkanje virov preprečilo Karlov takojšen napad na Bizantinsko cesarstvo.
Mihael je poskušal preprečiti Karlov napad tudi s pozivom vodilnemu vladarju na Zahodu, francoskemu kralju Ludviku IX., ki je bil hkrati Karlov starejši brat. Ludvika je bolj kot pohod proti verolomnim kristjanom zanimal križarski pohod proti muslimanom. Prepričal je Karla, naj se mu pridruži na križarskem pohodu v Tunizijo leta 1270.  Ko je Ludvik 24. avgusta  1270 umrl, je Karel prevzel poveljevanje francoski vojski. Po sklenitvi miru s tunizijskim emirjem, je Karel z vojsko odplul v Trapani na Siciliji, končno sposoben brez zadržkov napasti Bizantinsko cesarstvo. Mihaela je pred popolnim polomom rešil vihar, ki je 22. novembra uničil skoraj celo Karlovo ladjevje.
Po treh letih medvladja, v katerih je Karel Anžujski poskušal vplivati na volitve novega papeža, je bil za papeža izvoljen Gregor X. Mihael je obnovil pogajanja o združitvi Cerkva, vendar se je novi papež izkazal za manj prilagodljivega in se je pogajal s položaja moči. Doma je Mihael poskušal prepričati patriarha Jožefa in sinodo, da je sprejetje papeževih zahtev razumno in poskušal doseči njihovo soglasje.  Njegova pričakovanja se kljub obsežni propagandni kampanji pozimi 1274-1275 niso izpolnila. Mihael je bil prisiljen odstaviti patriarha Jožefa in ga zamenjati s sebi naklonjenim Ivanom Bekosom, da bi z njegovo pomočjo dobil zadostno soglasje za zvezo.

## Drugi lyonski koncil in kasnejši dogodki
Na drugem lyonskem koncilu  so se prvič po dvesto letih sestali predstavniki vzhodne in zahodne veje krščanstva. Bizantinska delegacija se je predstavila 24. junija 1274 in prebrala pismo Mihaela VIII., zapečateno z zlatim pečatom, in pismi njegovega sina Andronika in cerkvenega zbora. Na četrti seji koncila je bil predstavljen uraden dokument o združitvi. 
Mihael VIII. je imel od združitve velike koristi: z njim je dobil zakonsko podlago za posedovanje Konstantinopla in pravico do ozemelj, ki so jih okupirali zahodni osvajalci, Karel Anžujski ni več mogel računati na papežev sklic križarskega pohoda proti Bizantinskemu cesarstvu  in ne nazadnje je bil papež Gregor zelo naklonjen Mihaelovemu predlogu za križarski pohod proti Turkom v Anatoliji in osvoboditev okupiranih mest. Zaradi papeževe smrti januarja 1276 so od vseh načrtov ostali samo pogovori.
Ko so novice o sklepih koncila prispele na  nekdanja bizantinska ozemlja, so povzročile veliko razočaranje. Združitvi Cerkva so nasprotovali na vseh družbenih ravneh. Najbolj nezadovoljno je bilo preprosto prebivalstvo, ki so ga vodili menihi in pristaši odstavljenega patriarha Arzenija, znani kot arzeniti. Ena od glavnih nasprotnic združitve je bila tudi cesarjeva soproga Evlogija (Irena), ki je pobegnila na dvor svoje hčerke Marije Paleologine Kantakuzene, carice Bolgarov, od koder je neuspešno spletkarila proti Mihaelu. Bolj resna Mihaelova nasprotnika  sta bila Nikifor I. Komnen in njegov polbrat Ivan Bastard, sinova epirskega despota Mihaela. Postala sta branilca pravoslavja in dala zatočišče nasprotnikom združitve, pobeglim iz Konstantinopla. Mihael je bil sprva dokaj popustljiv in upal, da bo s prepričevanjem premagal nasprotnike združitve, ko mu to ni uspelo, pa je postal nasilen. Veliko nasprotnikov je ukazal oslepiti ali izgnati. Pomembna meniha  Meletij  in Ignacij  sta bila kruto kaznovana: prvemu so  odrezali jezik, drugega so pa oslepili. Ostro so ravnali tudi z  državnimi  uradniki. Za vsako branje ali posedovanje pamfletov, usmerjenih proti cesarju, je bila zagrožena smrtna kazen.   Neredi  cesarstvu so bili tako siloviti, da so bili podobni državljanski vojni. Vse je kazalo, da je bila cena združitve previsoka.
Na verskem področju se je Mihaelov položaj zelo poslabšal. Arzeniti so dobili široko podporo med nezadovoljneži v anatolskih provincah, na katero se je Mihael odzval z nasiljem.  Nezadovoljneže v vojski je odstranil ali so dezertirali k Turkom. Poskus iz leta 1278, da bi pregnal Turkmene iz doline Meandra, je bil samo delno uspešen. Antiohija v Meandru in štiri leta kasneje še Trales in Nisa so bili dokončno izgubljeni.
1. maja 1277 je Ivan Bastard sklical sinodo v Neopatrasu, na kateri so Mihaela, patriarha in papeža  izobčili kot heretike. Odgovor na izobčenje je bila sinoda v Hagiji Sofiji 16. julija 1277, na kateri so izobčili Nikoforja in Ivana. Decembra 1276 je bila sklicana še ena  sinoda v Neopatrasu, na kateri je svet nasprotnikov združitve, sestavljen iz osmih škofov, nekaj opatov in sto menihov, ponovno izobčil cesarja, patriarha in papeža.
Mihaelovi dosežki na bojiščih so bili mešani, vendar pozitivni. Poskušal je izkoristiti državljansko vojno v Bolgariji v poznih 1270. letih, vendar ge je kmečki car Ivajlo dvakrat težko porazil. Mihaelu je uspelo na bolgarski prestol za kratek čas vsiliti svojega zeta Ivana Asena III., ki je po porazu v bitki pri Devini pobegnil. Mihaelu je kasneje uspelo podjarmiti bolgarski del Trakije, stanje v Bolgarskem cesarstvu pa je ostalo nestabilno. 
Leta 1275  je poslal v Tesalijo vojsko in 73 ladij z nalogo, da nadlegujejo latinske države v Grčiji. Vojska je bila v bitki pri Neopatrasu popolnoma uničena, ladjevje pa je v bitki pri Demetriasu prepričljivo zmagalo.
Zadnja Mihaelova zmaga je bila zmaga nad Karlom Anžujskim v zahodni Grčiji. Karlov general Hugo Sullyjski je z vojsko 8.000 mož, med katerimi je bilo 2.000 konjenikov, leta 1280 osvojil Butrint in oblegal Berat. Bizantinska vojska pod Mihaelovim poveljstvom je v Berat prišla marca 1281. Iz zasede je napadla Huga in ga ujela, njegova vojska pa je pobegnila. Karlov poraz je dokazal, da njegova strategija osvojitve bizantinske prestolnice s kopensko vojsko ne bo obrodila uspeha, zato se je odločil za napad z morja.

## Sicilske večernice
22.  februarja 1281 je bil za novega papeža izvoljen Francoz Martin IV., po Geanakloposovem mnenju "slepo pokoren" Karlu Anžujskemu.  Karel še ni opustil načrtov za osvojitev Konstantinopla in se je začel pripravljati na novo ofenzivo. Prvi korak v pripravah nanjo je bilo papeževo izobčenje Mihaela VIII. 18. oktobra 1281. Ker za izobčenje ni bilo nobenega tehtnega razloga niti opozorila, je izničilo sklepe lyonskega koncila.
Karel je zbral veliko večjo vojsko kot bi jo lahko zbral Mihael. Po Marinu Sanudu je imel na Siciliji 100 ladij in v Neaplju, Provansi in grških ozemljih še 300 ladij, ki naj bi na vzhod prepeljale najmanj 8.000 konjenikov. Geanakoplos navaja izvirne dokumente o tem, kakšne zaloge je Karel zbral. Na prepisu dokumenta z datumom 28. oktober 1281 je seznam zbranega orodja, vključno z "dva tisoč železnimi krampi, tri tisoč železnimi drogovi, težkimi kladivi za drobljenje skal, vrvmi, železnimi lopatami,  sekirami in kotli za kuhanje katrana". Drug dokument je naročilo za dobavo  "štiri tisoč železnih drogov, ki se izdelujejo v Benetkah". Na tretjem je naročilo pisanskemu trgovcu za 2.500 ščitov različnih velikosti z emblemom anžujskih lilij. Na dolgem seznamu Karlovih zaveznikov sta bila kralja Francije in Ogrske, vladarji Srbije, Bolgarije in Epirja, disidenti Bizantinskega cesarstva in glavna evropska pomorska sila Beneška republika. 
Mihael seznam zaveznikov je bil zelo kratek. Donald Nicol omenja mameluškega sultana Egipta, ki bi mu lahko "posodil ladje", in Tatare iz Zlate horde v južni Rusiji, ki naj bi "pazili na Bolgare".  Njegovi ambasadorji so obiskali dvor rimsko-nemškega kralja Rudolfa Habsburškega, ki se v nojno ni želel vmešati. Sprejem pri kralju Petru III. Aragonskem je bil toplejši, ker je imel razloge za sovraštvo do Karla. Po Geanakoplosu je bila Petrova žena Konstanca sestra Manfreda Sicilskega, zato je imel Karla za uzurpatorja Konstančine dediščine. Peter je sprejemal begunce s Sicilije, med katerimi je bil tudi kasnejši tajnik kraljeve pisarne Ivan Procidski.   Aragonsko zavezništvo je bilo vprašljivo zaradi velike oddaljenosti od Grčije. 
Pred Karlovim odhodom proti Konstantinoplu je 30. marca 1282 na Siciliji izbruhnil upor, znan kot sicilske večernice.  Karel je proti upornikom poslal štiri ladje, ko so uporniki prevzeli Messino, pa je tja poslal del vojske in opreme, namenjene za napad na Mihaela. Medtem je bilo v mesinskem pristanišču uničenih sedemdeset anžujskih ladij. Ko je Karel začel oblegati Messino, se je na otoku izkrcal Peter Aragonski, da bi osvojil otok za svojo ženo.
Papež Martin IV. je 18. novembra objavil zlato bulo, s katero je ponovno izobčil Mihaela, Petra Aragonskega, Ivana Procidskega in Mihaelovega odposlanca Benedetta Zaccarija kot pobudnika zarote, ki je privedla do sicilskih večernic.  Čeprav Geanakoplos priznava, da je imel Mihael stike z voditelji upora, hkrati zatrjuje, "da Mihael Paleolog ni imel ničesar z incidentom v cerkvi Santo Spirito."
Mihael VIII. je spodbujal tudi upore  proti Benečanom na Kreti. Najbolj znan je bil upor bratov Hortatzoia Georgiosa in Teodorja Mezijeva v Retimnu, ki je trajal šest let in povzročil ogromno škodo beneškim okupatorjem in gospodarskim interesom Benetk. Mihael VIII. je kljub temu poskušal za pogajalsko mizo na svojem dvoru v Konstantinoplu pripeljati Benetke, ki so bile sicer zaveznik Karla Anžujskega.

## Zapuščina
Po obnovitvi Bizantinskega cesarstva je Mihael VIII. obnovil staro državno upravo, ne da bi si prizadeval popraviti njene napake. Veliko je vložil v obnovo Konstantinopla in utrjevanje obrambe evropskih provinc, s čimer je oslabil vzhodno mejo cesarstva v Anatoliji. Zaradi finančnih težav je bil prisiljen znižati plače vojakov ali ukiniti davčne olajšave.  Njegova politika je privedla do propadanja vzhodne meje. Turške tolpe so začele preko meje vdirati že pred Mihaelovo smrtjo v vasi Pahomios v Trakiji decembra 1282. Dinastija Paleologov je v Bizantinskem cesarstvu vladala skoraj dve stoletji, več kot katera druga bizantinska dinastija. Mihael je obnovil tudi bizantinsko ladjevje, ki se je povečalo na osemdeset ladij.

## Družina
Mihael se je leta 1253 poročil s Teodoro Paleologino, pranečakinjo nikejskega cesarja Ivana III. Dukasa Vataca. Teodora je zelo zgodaj osirotela, zato je zanjo kot za hčerko skrbel prastric Ivan III. Slednji je tudi organiziral njeno proko z Mihaelom VIII., s katerim je imela osem otrok:
- Manuela Paleologa (okoli  1255–pred 1259)
- Ireno Paleologino (okoli 1256–pred 1328), poročeno z bolgarskim carjem Ivanom Asenom III.
- Andronika II. Paleologa (1259–1332), bizantinskega cesarja
- Ano Paleologino (okoli  1260–1299/1300), poročeno z Dimitrijem/Mihaelom Komnenom Dokasom, tretjim sinom Mihaela II. Epirskega
- Konstantina Paleologa (1261–1306), poročenega s svojo drugo sestrično Ireno Raulaino
- Teodoro Paleologino, poročeno s kraljem Davidom VI. Gruzijskim
- Evdokijo Paleologino, poročeno s cesarjem Ivanom II. Trabzonskim
- Teodora Paleologa (okoli 1263 – po 1310)

S priležnico Diplovatacino je imel Mihael VII. tudi dve nezakonski hčerki:
- Eufrozino Paleologin, poročeno z Nogaj kanom Zlate horde
- Marijo Paleologino, poročeno z Abaja Kanom ilkanske Perzije